# Vienaexpeditionen

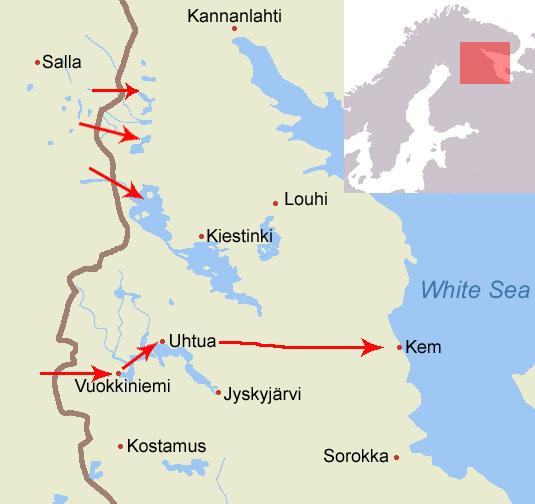
Den inledande Finska framryckningen

Vienaexpeditionen eller Vitkarelska expeditionen (på finska: Vienan retkikunta) var en militär expedition som genomfördes av finska frivilliga i mars 1918 med målet att erövra det Vita Karelen (Vienan Karjala) från bolsjevikerna. Vienaexpeditionen genomfördes under finska inbördeskriget och var en av många frändefolkskrig (Heimosodat), som utkämpades av det nyligen självständiga Finland under perioden mellan 1918 och 1922.
Trots att det ryska Östkarelen aldrig varit del av det svenska riket eller storfurstendömet Finland, var det vid denna tid huvudsakligen bebott av kareler, varav många förespråkade en anslutning till Finland.
Expeditionen bestod av två grupper. En grupp bestod av finska kommandosoldater under ledning av löjtnant Kurt Martti Wallenius. Han och hans lätta infanteri passerade gränsen vid Kuusamo, men blev indragen i strider med det finska röda gardet. Den andra gruppen leddes av överstelöjtnant Carl Wilhelm Malm och bestod av cirka 350 män. Den 10 april hade malm ryckt fram så långt som till kuststaden Kem vid Vita havets kust. Malm lyckades inte ockupera staden och drog sig därför tillbaka till Uhtua, nära den finska gränsen, där han började försvara den västra delen av vita Karelen. Finländarna förändrade nu taktik och genomförde nu istället en kampanj för att övertyga de lokala karelarna att ansluta sig till styrkan.
När de finska trupperna anlände till Vita Karelen, noterade de att befolkningen hade delade åsikter om en anslutning till Finland. En del av befolkningen ville hellre ha ett oberoende Karelen. Många trodde att de skulle få ett större oberoende i det bolsjevikiska Ryssland. Endast en liten minoritet ville att Karelen skulle ingå i den nya finska staten. För de flesta var praktiska frågor, som att säkerställa tillräcklig livsmedelsförsörjning, av mycket större betydelse än ideologiska frågor.
Det slutade med att förslaget att ansluta Östkarelen till Finland för det mesta stöddes i vitkarelska byar runt Uhtua. Det lokala finska Vita gardet (Suojeluskunta)-miliser bildades i över 20 byar i området. I juli kallades Malm tillbaks till Finland, expeditionen fick istället kapten Toivo Kuisma som befäl. Den finska regeringen kunde inte bestämma sig om trupperna borde dras tillbaka eller om de borde förstärkas.
Situationen blev mer komplicerad när en styrka på 130 man från det brittiska Royal Marine Light Infantry landade i Murmansk den 6 mars för att förhindra att tyskarna och deras allierade vita finska i området skulle få kontroll över Vita havets kust och järnvägen till Murmansk. I juni hade en blandning av brittiska marinsoldater, franska artillerister, en del av en serbisk bataljon, de ryska rödgardisterna från Murmansk och några finska rödgardister tagit kontroll över järnvägen från Murmansk till Kem. När bolsjevikerna slöt fred med Tyskland valde britterna att istället stödja de ryska vita i Sibirien och skickade förstärkningar, som svar skickade Trotskij 3 000 man norrut mot Murmansk. I juli besegrades och avväpnades dessa trupper av britterna som sedan ryckte söderut till Sorokko. De brittiskledda styrkorna som försvarade järnvägen bestod även av 1 400 röda finnar och det Karelska regementet.
Situationen för Vienaexpeditionen började försämras. Karelska regementet som var stationerat i Kem, angrep de finska trupperna vid Jyskyjärvi den 27 augusti. 18 män gick förlorade. Nästa attack kom mot Luusalmi den 8 september, och 42 finländare dödades. De efterföljande striderna stod vid Kostamus och Vuokkiniemi och varade genom september och oktober. De finländska trupperna drog sig tillbaka till Finland den 2 oktober. Av dessa trupper överlevde 195 och åkte hem, medan 83 dödades.
De brittiska styrkorna drog sig tillbaka i oktober 1919 och den vita armén kollapsade. Efter Vienaexpeditionen hade församlingen i Repola hållit en omröstning om att ansluta sig till Finland, men Finland gav upp alla krav på Östkarelen efter fredsfördraget i Dorpat 1920.